# عبدو كريم كامارا
عبدو كريم كامارا (بالفرنسية: Abdou Karim Camara)‏ هو لاعب كرة قدم سنغالي في مركز الوسط، ولد في 27 أكتوبر 1992 في تامباكوندا في السنغال. لعب مع نادي تشيربورغ ونادي مولده.